# Туризм у Нігерії

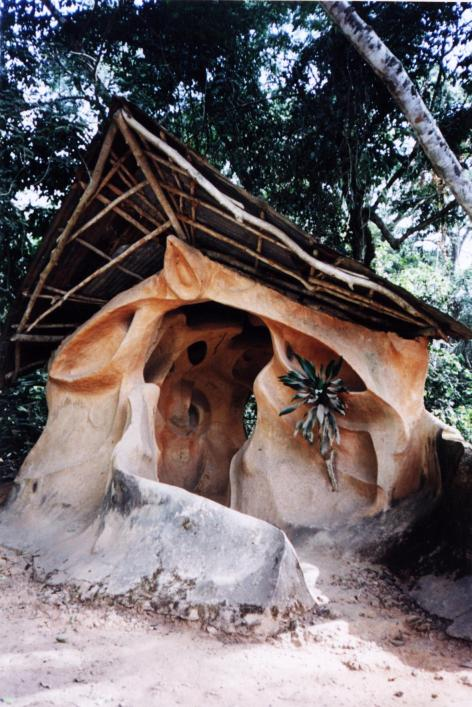
Об'єкт всесвітньої спадщини — осун-осогбо

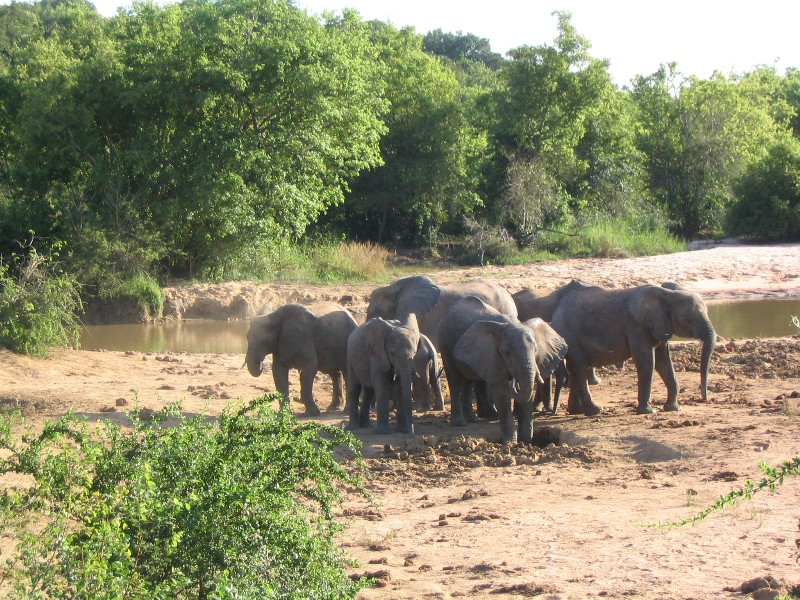
Національний парк Янкарі

Туризм у Нігерії — одна з важливих складових бюджету країни. У країні є тропічні ліси, савани, водоспади, безліч об'єктів, що мають культурне та історичне значення. Однак ряд регіонів країни страждає від нестачі електроенергії, поганої якості доріг і брудної питної води. 

## Туристичні об'єкти
Туристичні об'єкти в Нігерії включають в себе: фестивалі та культурні заходи (такі, як фестиваль Дурбар та ін.), національні парки (такі, як Старий Ойо, Янкарі та Крос-Рівер ) та інші географічні об'єкти (такі, як скеля Асо в Абуджі). 

## Контроль туристичного сектора
Індустрію туризму регулює Міністерство культури, туризму і національної орієнтації Нігерії. 
Щоб підвищити популярність туристичного сектора країни, з 2004 року стали проводити конкурс краси — Міс Туризму Нігерії. Переможниці 2004, 2005 і 2006 років: Ширлі Агнотц, Абігейл Лонге і Глорія Зірігбе. 

## Доходи
Згідно з доповіддю Всесвітньої ради ділових подорожей і туризму, доходи від туризму в Нігерії перевищили 10 млрд. доларів США 2007 року і становлять близько 6% від валового внутрішнього продукту країни. 